# Mariana Dubois
Mariana Dubois ou Mariana du Bois (São Paulo, 1975) é uma atriz e modelo brasileira. Estreou na TV na novela Pérola Negra, do SBT. A atriz trabalhava como modelo e paralelamente fazia cursos de teatro na Escola Célia Helena, tradicional escola de dramaturgia paulistana.
Mariana é filha da artista plástica Márcia du Bois.

## Trabalhos

### Televisão
| Ano  | Nome              | Personagem    | Emissora    |
| ---- | ----------------- | ------------- | ----------- |
| 2011 | Insensato Coração | Denise        | Rede Globo  |
| 2007 | Maria Esperança   | Sofia Canales | SBT         |
| 2004 | Metamorphoses     | Valéria       | Rede Record |
| 2003 | Kubanacan         | Núbia         | Rede Globo  |
| 2002 | Marisol           | Mariana       | SBT         |
| 2001 | Pícara Sonhadora  | Carla         | SBT         |
| 2000 | Malhação          | Fabiana       | Rede Globo  |
| 1998 | Pérola Negra      | Lucila        | SBT         |